# ستيفان سميث
ستيفان سميث (بالإنجليزية: Steven Smith)‏ (30 أغسطس 1985 في المملكة المتحدة - ) هو لاعب كرة قدم بريطاني في مركز الدفاع. شارك مع منتخب اسكتلندا تحت 21 سنة لكرة القدم ومنتخب اسكتلندا الثانوي لكرة القدم ‏. أما مع النوادي، فقد لعب مع بريستون نورث إيند ونادي أبردين ونادي رينجرز ونادي كيلمارنوك ونورويتش سيتي وبورتلاند تمبرز.

## وصلات خارجية
- ستيفان سميث على موقع الدوري الأمريكي (الإنجليزية)
- ستيفان سميث على موقع قاعدة بيانات كرة القدم.إي يو (الإنجليزية)
- ستيفان سميث على موقع Soccerbase.com (لاعب) (الإنجليزية)
- ستيفان سميث على موقع Soccerway.com (الإنجليزية)
- ستيفان سميث على موقع عالم كرة القدم.نت (الإنجليزية)